# 유불식
제음애왕 유불식(濟陰哀王 劉不識, ? ~ 기원전 143년)은 중국 전한의 황족·제후왕으로, 유일한 제음왕이다. 양효왕의 5남이다.

## 생애
아버지가 경제 중6년(기원전 144년)에 죽자 큰아버지 경제가 할머니 효문황후를 만족시키기 위해 형제들을 모두 왕으로 만들어 주면서, 양나라의 일부를 분할한 제음나라의 왕이 되었다.
제음애왕 2년(기원전 143년)에 아들 없이 죽어, 봉국은 폐지되고 한 조정의 관할로 들어갔다.

## 출전
- 사마천, 《사기》 권58 양효왕세가제28
- 반고, 《한서》 권17 한흥이래제후왕연표제5

| 전임 (첫 봉건) | 전한의 제음왕 기원전 144년 ~ 기원전 143년 | 후임 (봉국 폐지) |